# White City (stanice metra v Londýně)
White City je stanice metra v Londýně, otevřená 23. listopadu 1947. Modernizace stanice proběhla roku 2008. Dříve stála naproti stanici budova BBC. Autobusové spojení zajišťují linky: 31, 49, 72, 95, 148, 207, 220, 228, 237, 260, 272, 283, 316 a 607. Stanice se nachází v přepravní zóně 2 a leží na lince:
- Central Line mezi stanicemi East Acton a Shepherd's Bush.

| Rok  | Počet cestujících |
| ---- | ----------------- |
| 2011 | 7,74 mil          |
| 2012 | 7,53 mil          |
| 2013 | 7,22 mil          |
| 2014 | 7,51 mil          |